# Andrea Menard
Andrea Menard (1971) es una actriz y cantante de jazz canadiense.

## Biografía

### Primeros años
Menard nació en 1971 en Flin Flon, Manitoba, y se crio en Saskatchewan.

### Carrera
Menard se dio a conocer en la serie televisiva Moccasin Flats (2003) (en la que encarnó a una Agente de Policía en la ciudad de Regina, Saskatchewan) y por su papel protagónico como Constable Tara Wheaton en la serie Rabbit Fall (2007–2008). Desde el 2005 es la voz de los personajes Sarah Merasty y Kohkum en el programa Wapos Bay: The Series de la cadena APTN.
Como cantante de jazz, Menard escribió y compuso el musical titulado The Velvet Devil. En el 2005, fue incluida en el álbum recopilatorio Real Divas - Torch Light Vol. II junto a otras quince cantantes de jazz canadienses. La música de Menard ha sido usada a nivel internacional en muchos programas de televisión, de los que destaca la serie Queer as Folk.
En mayo de 2005, Menard fue una de las escogidas para amenizar la recepción de la Reina Elizabeth II de Inglaterra, conmemorando los 100 años del nombramiento de Saskatchewan como provincia de Canadá.
Su segundo disco, Simple Steps, fue lanzado el 3 de diciembre de 2005. Su tercer álbum, una colección de canciones navideñas titulado Sparkle, fue lanzado en el 2008.

## Filmografía
- Skipped Parts (2000)
- The Impossible Elephant (2001)
- Betrayed (2003)
- The Pedestrian (2003)
- I Accuse (2003)
- Prairie Giant (2006)
- Rabbit Fall (2006)
- Moccasin Flats (2003–2006)
- The Velvet Devil (2006)
- Redemption SK (2007)
- Juliana and the Medicine Fish (2007)
- Renegadepress.com (2004–2008)
- Rabbit Fall (2007–2008)
- Little Mosque on the Prairie (2009)
- A Windigo Tail (2010)
- In Redemption (2010)
- Wapos Bay: The Series (2005–2010)
- Sparkle (2010)
- Blackstone (2011)
- Hard Rock Medical (2013)
- Two 4 One (2014)
- The Switch (2015)
- Unser Traum von Kanada - Alles auf Anfang (2016)
- Unser Traum von Kanada - Sowas wie Familie (2016)